# Красный Богатырь (Гомельская область)
Красный Богатырь (бел. Кра́сны Багаты́р) — посёлок в Красненском сельсовете Гомельского района Гомельской области Республики Беларусь.

## География

### Расположение
В 1 км на запад от Гомеля.

## Транспортная сеть
Транспортные связи по автодорогам, которые отходят от Гомеля. Планировка состоит из короткой прямолинейной улицы, ориентированной с юго-востока на северо-запад. Застройка деревянная усадебного типа.

## История
Основан в начале 1920-х годов переселенцами из соседних деревень на бывших помещичьих землях. В 1926 году в Красненском сельсовете Гомельского района Гомельского округа. В 1931 году жители вступили в колхоз. Во время Великой Отечественной войны 4 жителя погибли на фронте. В составе колхоза «Победа» (центр — деревня Красное).

## Население

### Численность
- 2004 год — 57 хозяйств, 158 жителей.

### Динамика
- 1926 год — 14 дворов, 69 жителей.
- 1959 год — 116 жителей (согласно переписи).
- 2004 год — 57 хозяйств, 158 жителей.